# Frame Relay

Mạng Frame Relay cơ bản

Frame Relay là một công nghệ mạng diện rộng được tiêu chuẩn hóa, chỉ định các lớp liên kết vật lý và dữ liệu của các kênh viễn thông kỹ thuật số bằng phương pháp chuyển mạch gói. Được thiết kế ban đầu để vận chuyển trên cơ sở hạ tầng Mạng số dịch vụ tích hợp (ISDN), ngày nay nó có thể được sử dụng trong bối cảnh của nhiều giao diện mạng khác.
Các nhà cung cấp mạng thường triển khai Frame Relay cho giọng nói (VoFR) và dữ liệu dưới dạng kỹ thuật đóng gói được sử dụng giữa các mạng cục bộ (LAN) trên mạng diện rộng (WAN). Mỗi người dùng cuối sẽ nhận được một đường truyền riêng hoặc thuê riêng cho nút Frame Relay. Mạng Frame Relay xử lý việc truyền qua một đường dẫn thay đổi thường xuyên trong suốt đối với tất cả các giao thức WAN được sử dụng rộng rãi của người dùng cuối. Nó ít tốn kém hơn so với các dòng thuê và đó là một lý do cho sự phổ biến của nó. Tính đơn giản cực cao của việc định cấu hình thiết bị người dùng trong mạng Frame Relay cung cấp một lý do khác cho sự phổ biến của Frame Relay.
Với sự ra đời của Ethernet qua cáp quang, MPLS, VPN và các dịch vụ băng rộng chuyên dụng như modem cáp và DSL, kết thúc có thể xuất hiện đối với giao thức Frame Relay và đóng gói.    Tuy nhiên, nhiều khu vực nông thôn vẫn thiếu dịch vụ DSL và modem cáp. Trong những trường hợp như vậy, loại kết nối không quay số ít tốn kém nhất vẫn là dòng Frame Relay 64 kbit/s. Do đó, một chuỗi bán lẻ, chẳng hạn, có thể sử dụng Frame Relay để kết nối các cửa hàng nông thôn với mạng LAN công ty của họ.

## Mô tả kỹ thuật
Các nhà thiết kế của Frame Relay nhằm cung cấp dịch vụ viễn thông để truyền dữ liệu hiệu quả về chi phí cho lưu lượng không liên tục giữa các mạng cục bộ (LAN) và giữa các điểm cuối trong mạng diện rộng (WAN). Frame Relay đưa dữ liệu vào các đơn vị có kích thước thay đổi được gọi là "khung" và để lại bất kỳ sửa lỗi cần thiết nào (chẳng hạn như truyền lại dữ liệu) cho đến điểm cuối. Điều này tăng tốc độ truyền dữ liệu tổng thể. Đối với hầu hết các dịch vụ, mạng cung cấp một mạch ảo vĩnh viễn (PVC), có nghĩa là khách hàng nhìn thấy kết nối chuyên dụng, liên tục mà không phải trả tiền cho một kênh thuê toàn thời gian, trong khi nhà cung cấp dịch vụ chỉ ra tuyến đường mỗi khung hình di chuyển đến đích của nó và có thể tính phí dựa trên việc sử dụng.
Một doanh nghiệp có thể chọn một mức chất lượng dịch vụ, ưu tiên một số khung và làm cho các khung khác ít quan trọng hơn. Frame Relay có thể chạy trên các tàu sân bay T-1 phân đoạn hoặc tàu sân bay T đầy đủ (bên ngoài Châu Mỹ, E1 hoặc tàu sân bay E đầy đủ). Frame Relay bổ sung và cung cấp dịch vụ tầm trung giữa ISDN tốc độ cơ bản, cung cấp băng thông ở mức 128 kbit / s và Chế độ truyền không đồng bộ (ATM), hoạt động theo kiểu tương tự như Frame Relay nhưng ở tốc độ từ 155,520 Mbit/s đến 622.080 Mbit/s.
Frame Relay có cơ sở kỹ thuật của nó trong công nghệ chuyển mạch gói X.25 cũ hơn, được thiết kế để truyền dữ liệu trên các đường thoại tương tự. Không giống như X.25, người thiết kế dự kiến tín hiệu tương tự có khả năng xảy ra lỗi truyền tương đối cao, Frame Relay là công nghệ chuyển mạch gói nhanh hoạt động trên các liên kết có khả năng xảy ra lỗi truyền thấp (thường là mất dữ liệu thực tế như PDH), có nghĩa là giao thức không cố gắng sửa lỗi. Khi mạng Frame Relay phát hiện lỗi trong một khung, nó chỉ cần bỏ khung đó. Các điểm cuối có trách nhiệm phát hiện và truyền lại các khung bị rơi. (Tuy nhiên, các mạng kỹ thuật số cung cấp một tỷ lệ lỗi cực kỳ nhỏ so với các mạng tương tự.)
Frame Relay thường phục vụ để kết nối các mạng cục bộ (LAN) với các xương sống chính, cũng như trên các mạng diện rộng công cộng (WAN) và trong các môi trường mạng riêng với các đường dây thuê trên các đường T-1. Nó đòi hỏi một kết nối chuyên dụng trong thời gian truyền. Frame Relay không cung cấp một đường dẫn lý tưởng để truyền giọng nói hoặc video, cả hai đều yêu cầu một luồng truyền ổn định. Tuy nhiên, trong một số trường hợp nhất định, truyền giọng nói và video sử dụng Frame Relay.
Frame Relay có nguồn gốc như một phần mở rộng của mạng kỹ thuật số dịch vụ tích hợp (ISDN). Các nhà thiết kế của nó nhằm mục đích cho phép một mạng chuyển mạch gói vận chuyển qua công nghệ chuyển mạch kênh. Công nghệ này đã trở thành một phương tiện độc lập và hiệu quả về chi phí để tạo ra một mạng LAN.
Công tắc Frame Relay tạo các mạch ảo để kết nối mạng LAN từ xa với mạng LAN. Mạng Frame Relay tồn tại giữa một thiết bị viền LAN, thường là bộ định tuyến và bộ chuyển mạch mang. Công nghệ được sử dụng để vận chuyển dữ liệu giữa các thiết bị chuyển mạch là khác nhau và có thể khác nhau giữa các hãng (nghĩa là, để thực hiện, việc thực hiện Frame Relay thực tế không chỉ dựa vào cơ chế vận chuyển của chính nó).
Sự tinh tế của công nghệ đòi hỏi sự hiểu biết thấu đáo về các thuật ngữ được sử dụng để mô tả cách thức hoạt động của Frame Relay. Nếu không có hiểu biết vững chắc về Frame Relay, rất khó để khắc phục hiệu suất của nó.
Cấu trúc khung chuyển tiếp khung về cơ bản phản ánh gần như chính xác được xác định cho LAP-D. Phân tích lưu lượng có thể phân biệt định dạng Frame Relay với LAP-D do không có trường điều khiển. 